# Ливонская война
Ливонская война 1558—1584 годов — крупный военный конфликт (или серия конфликтов) XVI века, в котором участвовали Ливонская конфедерация, Русское царство, Великое княжество Литовское (с 1569 года — Речь Посполитая), Шведское и Датское королевства. Боевые действия велись в основном на территории современных Эстонии, Латвии, северо-восточной Белоруссии и северо-западной России.
Война началась с нападения Русского царства на Ливонию в январе 1558 года. На первом этапе войны русские войска достигли значительных успехов, завоевав Нарву, Дерпт (Юрьев) и целый ряд других городов и замков. В 1561 году по Виленским договорам Ливонская конфедерация была ликвидирована, часть её территории преобразовывалась в вассальное по отношению к Великому княжеству Литовскому герцогство Курляндия и Семигалия, другая же непосредственно вошла в состав Великого княжества Литовского.
С этого времени война приобрела в основном характер противостояния Русского царства и Великого княжества Литовского и велась преимущественно на территории последнего. В 1563 году русские войска взяли Полоцк, но не смогли развить успех, потерпев в следующем году поражение в битве при Чашниках. Вскоре после этого была введена опричнина (1565—1572). Перенапряжение сил Великого княжества Литовского в войне с Россией привело к Люблинской унии и его объединению с Королевством Польским в единую Речь Посполитую.
В начале 1570-х годов Россия, несмотря на крупномасштабные походы крымского хана на Москву, установила контроль над почти всей северной Прибалтикой, создав марионеточное Ливонское королевство. Вслед за неудачной осадой Ревеля русскими войсками (1577 год), объединившиеся войска Речи Посполитой и Швеции достигли перелома в войне в битве под Венденом. Польско-литовские войска под предводительством Стефана Батория начали успешную кампанию, вернув Полоцк и разорив значительные части Северо-Западной Руси, но не сумели взять осаждённый Псков. Шведам удалось вытеснить русские войска из Прибалтики, но неудачная осада Орешка поставила точку в их кампании.
Война закончилась подписанием Ям-Запольского (1582 год) и Плюсского (1583 год) перемирий. Русское царство лишалось всех завоеваний, сделанных в результате войны, а также земель на границе с Речью Посполитой и приморских балтийских городов (Копорья, Яма, Ивангорода). Территория бывшей Ливонской конфедерации оказалась разделена между Речью Посполитой, Швецией и Данией.
В российской исторической науке с XIX века утвердилось представление о войне как о борьбе России за выход к Балтийскому морю. Ряд современных учёных называют иные причины конфликта.
Ливонская война оказала огромное влияние на события в Восточной Европе и внутренние дела вовлечённых государств. В результате неё закончил своё существование Ливонский орден, война способствовала образованию Речи Посполитой, а Русское царство привела к экономическому упадку.

## Предпосылки
В середине XV века Ливония представляла собой разрозненное государственное образование, существовавшее в форме конфедерации Ливонского ордена и четырёх княжеств-епископств. При этом в результате Реформации влияние епископов в Ливонии резко сократилось, их сан стал во многом лишь формальностью. Реальной властью обладал лишь Ливонский Орден, земли которого к началу XVI века составляли более 67 % территории Ливонии. Широкую автономию и собственные интересы имели крупные города. В середине XVI века разобщённость ливонского общества достигла предела. Историк Георг Форстен отмечал, что накануне Ливонской войны «внутреннее состояние Ливонии представляло самую ужасную и печальную картину внутреннего разложения».
В январе 1480 года Ливонский орден атаковал псковские земли, взяв крепость Вышгородок и перебив всех её жителей. После осады Гдова псковичи обратились за помощью к московскому князю, который прислал войско,  в феврале 1480 года вместе с псковской ратью вторгшееся в Ливонию и захватившее Юрьев. После этого весной-осенью ливонцы предприняли новые нападения на Псков и Изборск, на что русские ответили зимним походом 1481 года, когда были захвачены замки Тарвасту и Каркус и осаждена крепость Феллин. После завершения этой русско-ливонской войны был подписан  мирный договор, согласно которому Дерптское епископство должно было ежегодно уплачивать так называемую юрьевскую дань Пскову в размере одной гривны (равнявшейся одной немецкой марке или 6 венгерским золотым) с души.
В 1492 году была заложена русская крепость Ивангород на реке Нарове напротив ливонской Нарвы, которая должна была охранять рубежи России.
В 1503 году Иван III заключил с Ливонской конфедерацией перемирие на шесть лет, в дальнейшем продлевавшегося на тех же условиях в 1509, 1514, 1521, 1531 и 1534 годах с неизменным упоминанием  о «юрьевской дани».
Во время переговоров в 1554 году Иван IV потребовал возврата недоимок, отказа Ливонской конфедерации от военных союзов с Великим княжеством Литовским и Швецией и продолжения перемирия.
Первая выплата долга должна была состояться в 1557 году, однако Ливонская конфедерация на переговорах в феврале этого года потребовала отменить уплату «юрьевской дани», что было отвергнуто царём. В декабре 1557 года в Москву явилось новое посольство ливонцев. В ходе переговоров было достигнуто соглашение об оплате долга в размере 30 тысяч венгерских золотых или 45 тысяч талеров, или 18 тысяч рублей, а в дальнейшем об уплате одной тысячи венгерских золотых ежегодно. Однако эти обязательства ливонцы не выполнили.
Весной 1557 года на берегу Нарвы царь Иван IV заложил порт. Однако Ливония и Ганзейский союз не пропускали европейских купцов в новый русский порт, и те были вынуждены ходить, как и прежде, в ливонские порты.
Разобщённость и военная слабость Ливонии (по некоторым оценкам, Орден мог выставить в открытом сражении не более 10 тысяч солдат), ослабление некогда могущественной Ганзы, экспансионистские стремления Польско-литовского союза, Швеции, Дании и России привели к ситуации, при которой существование Ливонской конфедерации находилось под угрозой.

## Причины
В историографии существуют разные точки зрения по поводу непосредственной причины начала Ливонской войны. Одна из основных теорий — это расширение Российского государства на запад и желание Ивана IV получить выход в Балтийское море.

### Юрьевская дань
Согласно традиционному подходу, Иван IV отчётливо осознавал геополитические интересы России и действовал в полном соответствии с ними. Невыплата ливонцами «юрьевской дани» рассматривается как предлог к началу войны, а сама война как неизбежная закономерность. Историки, разделяющие эту точку зрения, отмечают, что между Россией и Европой существовала «ливонская преграда», разрушение которой было необходимым для преодоления страной военно-технического или же культурного отставания. В качестве яркого примера существования такой преграды часто приводят дело Ганса Шлитте, который по заказу Ивана IV завербовал на русскую службу около 300 мастеров различных специальностей, но был задержан усилиями ливонцев, а позже казнён ими.
Сторонники другого подхода полагают, что Иван IV не планировал начинать крупномасштабную войну в Ливонии, а военная кампания начала 1558 года была не более чем демонстрацией силы с целью подтолкнуть ливонцев к выплате обещанной дани, в пользу чего приводится факт, что русское войско изначально планировалось использовать на крымском направлении. Так, по мнению историка Александра Филюшкина, со стороны России война не носила характера «борьбы за море»: ни один русский современный событиям документ не упоминает о необходимости прорыва на морские просторы.

### Нарушение русско-ливонских договоров и противодействие польско-ливонскому союзу
Важным является и факт заключения в 1557 году между Ливонской конфедерацией и Польско-литовской унией Позвольского договора. Он грубо нарушал русско-ливонские договоры 1554 года и включал в себя статью об оборонительно-наступательном союзе, направленном против Москвы. В историографии, как у современников тех событий (Т. Бреденбах, И. Реннер), так и у поздних исследователей, сложилось мнение, что именно тот договор спровоцировал Ивана IV на решительные военные действия в январе 1558 года, чтобы не дать времени Королевству Польскому и Великому княжеству Литовскому мобилизовать свои силы для закрепления их в Ливонии.
Однако ряд других историков считают, что Позвольский договор незначительно повлиял на развитие ситуации в 1558 году вокруг Ливонии. По мнению В. Е. Попова и А. И. Филюшкина, вопрос о том, был ли Позвольский договор casus belli для Москвы является спорным, так как он пока не обоснован актовым материалом, а военный союз против Москвы в то время был отложен на 12 лет. По мнению Э. Тиберга, в Москве в то время вообще не знали о существовании данного договора. В. В. Пенской считает, что в данном вопросе не так уж и важно, являлся ли факт заключения Позвольского договора casus belli для Москвы, который как причина Ливонской войны шёл в комплексе с другими — такими, как открытое вмешательство Польши и Литвы в ливонские дела, невыплата ливонцами «юрьевской дани», усиление блокады Русского государства и прочее, что неминуемо вело к войне.

### Защита интересов русских купцов и верующих
В письме шведскому королю Густаву Вазе в январе 1560 года Иван Грозный указал не только на нарушение клятвы о выплате дани, но и на «ливонских людей неправды» — осквернение русских церквей и захват имущества русских купцов: «и в Риге, и на Колывани и в Юрьеве концы нашими завладели и гридни, и полаты, и погребы все освоили и нашим людям в них жити не давали и людям нашим в торгех неправды и обиды всякие делали».
Письмо от 20 февраля 1560 года императору Фердинанду I Габсбургу, в ответ на его предложение прекратить войну, Иван IV начинает с обвинения в том, что ливонцы «преступиша заповедь Божия и прияша учение люторско». Он добавляет, что ещё на русско-ливонских переговорах 1554 года, когда их обвиняли в том, что они «церкви русские освоили», ливонцы обещали «церкви божь русские… очистити», однако вместо этого «церкви наши хрестьянские розбили и на тех, церковных местах сделали исход гноем человеческим». Таким образом, русский царь говорит о надругательстве над православными храмами, хотя таких обвинений не встречается ни в официальных летописях, ни в рассказе Курбского о Ливонской войне. Аналогичным образом обстоит дело с обвинениями в осквернении и уничтожении икон. Встречаются в тексте и другие неправдоподобные детали, нехарактерные для русских дипломатических документов того времени, что подтверждает авторство самого царя, а не рядовых сотрудников канцелярии. По предположению Б. Н. Флори, царь пытался создать себе позицию морального превосходства и одновременно унизить адресата как человека, вступившегося за ливонских «еретиков».
В послании царя литовским послам осенью 1563 года также повторяется тезис, что война — это наказание еретиков ради спасения их душ от адского огня.

## Ход войны

Схема военных действий в Ливонской войне

К началу войны Ливонский орден был ещё более ослаблен поражением в конфликте с архиепископом рижским и поддержавшим его Сигизмундом II Августом. С другой стороны Россия набирала силу после присоединения Казанского и Астраханского ханств, Башкирии, Большой Ногайской Орды, казаков и Кабарды.

### Война с Ливонской конфедерацией
Русское царство начало войну 17 января 1558 года. Вторжение русских войск в январе-феврале 1558 года в Ливонские земли представляло собой разведывательный рейд. В нём участвовало 40 тысяч человек под командованием хана Шиг-Алея (Шах-Али), воевод М. В. Глинского и Д. Р. Захарьина-Юрьева. Они прошли по восточной части Эстляндии и к началу марта вернулись обратно[уточнить]. Русская сторона мотивировала этот поход исключительно желанием получить с Ливонии полагающуюся дань. Ливонский ландтаг принял решение собрать для расчёта с Москвой 60 тысяч талеров, чтобы прекратить начавшуюся войну. Однако к маю была собрана лишь половина заявленной суммы. Кроме того, Нарвский гарнизон обстрелял Ивангородскую крепость, чем нарушил договор о перемирии.

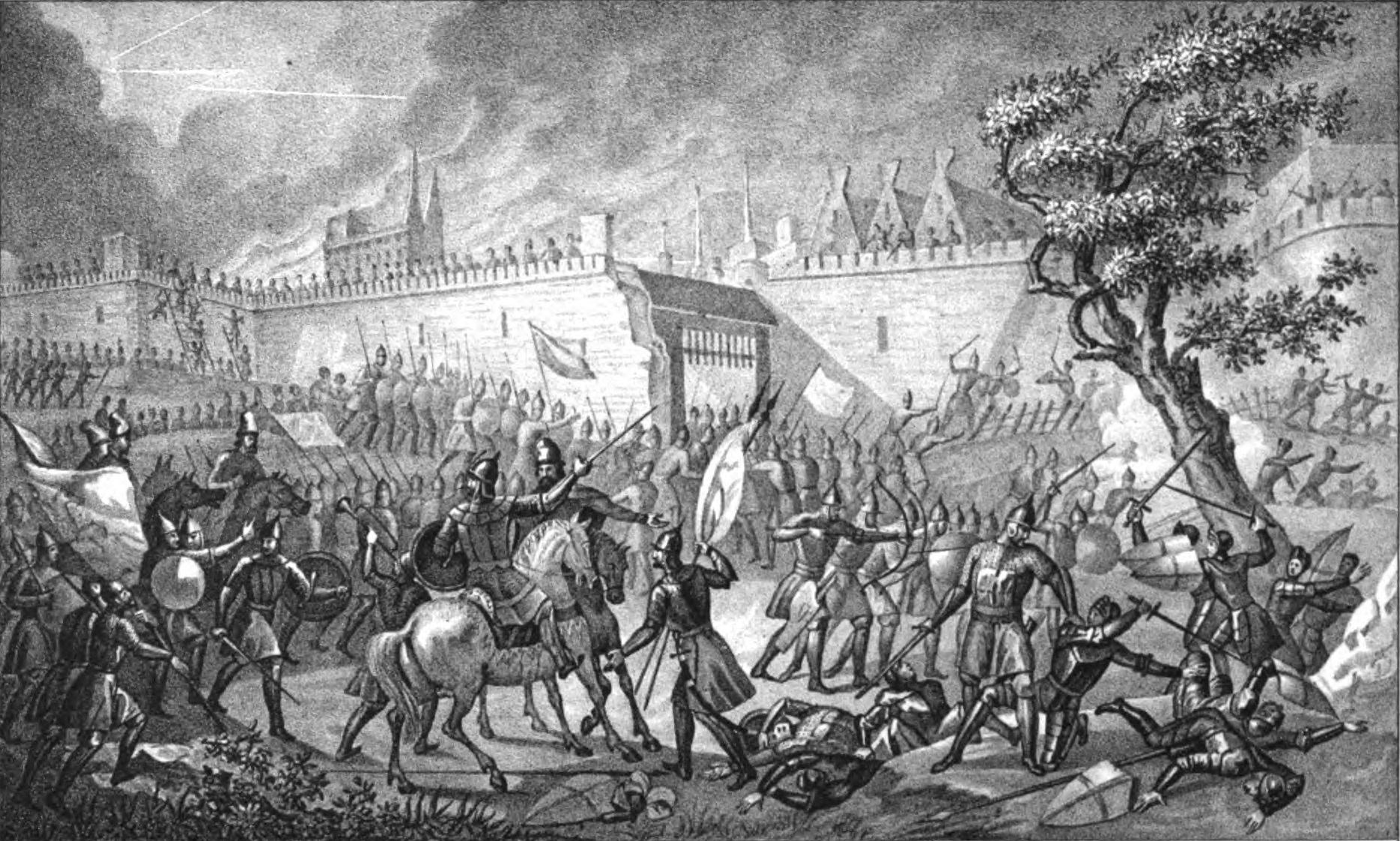
Взятие Нарвы Иваном Грозным. Б. А. Чориков, 1836

На этот раз в Ливонию двинулась более мощная рать. Ливонская конфедерация на тот момент могла выставить в поле, не считая крепостных гарнизонов, не более 10 тысяч человек. Таким образом, главным её военным достоянием являлись мощные каменные стены крепостей, которые к этому времени уже не могли эффективно противостоять мощи тяжёлых осадных орудий.
В Ивангород прибыли воеводы Алексей Басманов и Данила Адашев. В апреле 1558 года русские войска осадили Нарву. Крепость защищал гарнизон под командованием рыцаря фохта Шнелленберга. 11 мая в городе вспыхнул пожар, сопровождавшийся бурей (по Никоновской летописи, пожар произошёл из-за того, что пьяные ливонцы бросили в огонь православную икону Богородицы). Воспользовавшись тем, что охрана покинула городские стены, русские бросились на штурм.
Они проломили ворота и овладели нижним городом. Захватив находившиеся там орудия, ратники развернули их и открыли огонь по верхнему замку, готовя лестницы для приступа. Однако защитники замка к вечеру сами сдались на условиях свободного выхода из города.
Особым упорством отличилась оборона крепости Нейгаузен. Её защищало несколько сот воинов во главе с рыцарем фон Паденормом, которые почти месяц отражали натиск воеводы Петра Шуйского. 30 июня 1558 года после разрушения русской артиллерией крепостных стен и башен немцы отступили в верхний замок. Фон Паденорм изъявил желание и тут держать оборону, однако оставшиеся в живых защитники крепости отказались продолжать бессмысленное сопротивление. В знак уважения к их мужеству Пётр Шуйский позволил им выйти из крепости с честью.
В июле П. Шуйский осадил Дерпт. Город защищал гарнизон из 2000 человек под командованием епископа Германа Вейланда. Соорудив вал на уровне крепостных стен и установив на нём орудия, 11 июля русская артиллерия начала обстрел города. Ядра пробивали черепицу крыш домов, заваливая укрывавшихся там жителей. 15 июля П. Шуйский предложил Вейланду сдаться. Пока тот думал, бомбардировка продолжалась. Были разрушены некоторые башни и бойницы. Потеряв надежду на помощь извне, осаждённые решили вступить в переговоры с русскими. П. Шуйский обещал не разрушать город до основания и сохранить его жителям прежнее управление. 18 июля 1558 Дерпт капитулировал. Войска расположились в покинутых жителями домах. В одном из них ратники в тайнике нашли 80 тыс. талеров. Ливонский историк с горечью повествует, что дерптцы из-за своей жадности потеряли больше, чем требовал у них русский царь. Найденных средств хватило бы не только на Юрьевскую дань, но и на наём войска для защиты Ливонской конфедерации.

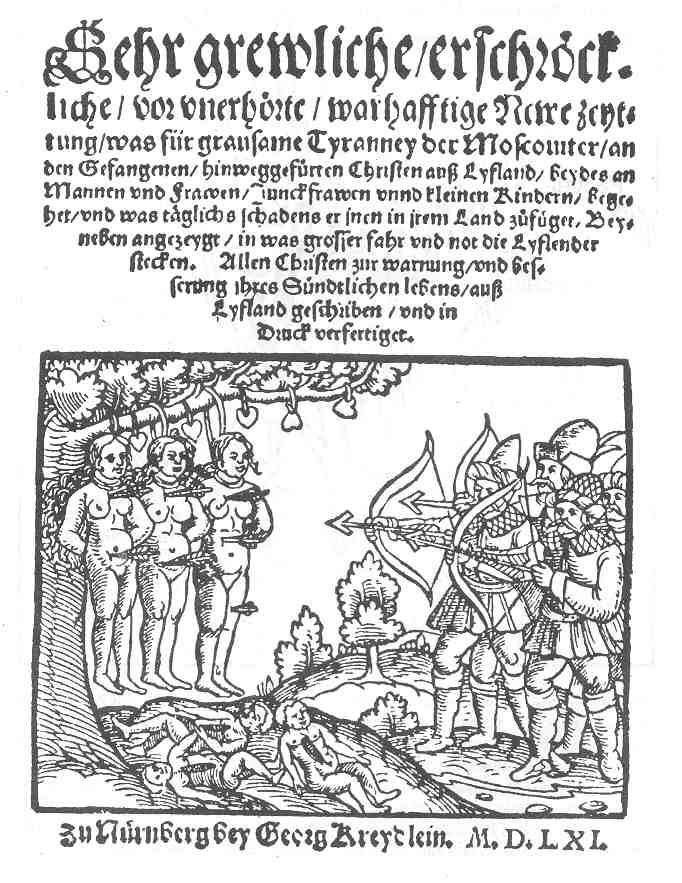
«Весьма мерзкие, ужасные, доселе неслыханные, истинные новые известия, какие зверства совершают московиты с пленными христианами из Лифляндии, мужчинами и женщинами, девственницами и детьми, и какой вред ежедневно причиняют им в их стране. Попутно показано, в чём заключается большая опасность и нужда лифляндцев. Всем христианам в предостережение и улучшение их греховной жизни писано из Лифляндии и напечатано», Георг Бреслейн, Нюрнберг, «Летучий листок», 1561

За май-октябрь 1558 года русские войска взяли 20 городов-крепостей, включая добровольно сдавшиеся и вошедшие в подданство русского царя, после чего ушли на зимние квартиры в свои пределы, оставив в городах небольшие гарнизоны. Этим воспользовался новый энергичный магистр Готхард Кетлер. Собрав 10-тысячную армию, он решил вернуть утраченное. В конце 1558 года Кетлер подступил к крепости Ринген, которую защищал гарнизон из несколько сот стрельцов под командованием воеводы Русина Игнатьева. На помощь осаждённым отправился отряд воеводы Михаила Репнина (2 тыс. чел.), но он был разбит Кетлером. Однако русский гарнизон продолжал оборону крепости в течение пяти недель, и лишь когда у защитников кончился порох, немцы сумели штурмом взять крепость. Весь гарнизон был перебит. Потеряв под Рингеном пятую часть своего войска (2 тыс. чел.) и потратив больше месяца на осаду одной крепости, Кетлер не смог развить свой успех. В конце октября 1558 года его войско отошло к Риге. Эта небольшая победа обернулась для ливонцев большой бедой.
В ответ на действия Ливонской конфедерации через два месяца после падения крепости Ринген русскими войсками был проведён зимний рейд. В январе 1559 года князь-воевода Серебряный во главе войска вошёл в Ливонию. Навстречу ему вышло ливонское войско под командованием рыцаря Фёлькерзама (Fölckersam). 17 января в битве при Тирзене немцы потерпели полное поражение. Фёлькерзам и 400 рыцарей (не считая простых воинов) в этом сражении погибли, остальные попали в плен или разбежались. Эта победа широко распахнула русским ворота в Ливонию. Они беспрепятственно прошли по землям Ливонской конфедерации, захватили 11 городов и дошли до Риги, где сожгли на Дюнамюнском рейде рижский флот. Затем на пути русского войска пролегла Курляндия и, пройдя её, дошли вплоть до прусской границы. В феврале войско вернулось домой с огромной добычей и большим числом пленных.

#### Перемирие 1559 года
После зимнего рейда 1559 года Иван IV предоставил Ливонской конфедерации перемирие (третье по счёту) с марта по ноябрь, не закрепив при этом свой успех. Этот просчёт был обусловлен рядом причин. На Москву оказывалось серьёзное давление со стороны Литвы, Польши, Швеции и Дании, имевших свои виды на ливонские земли. С марта 1559 года литовские послы настоятельно требовали от Ивана IV прекратить военные действия в Ливонии, грозя, в противном случае, выступить на стороне Ливонской конфедерации. Вскоре с просьбами прекратить войну обратились шведские и датские послы.
Своим вторжением в Ливонию Россия также затрагивала торговые интересы ряда европейских государств. Торговля на Балтийском море тогда росла из года в год и вопрос, кто её будет контролировать, был актуален. Ревельские купцы, лишившиеся важнейшей статьи своих прибылей — дохода от российского транзита, жаловались шведскому королю: «Мы стоим на стенах и со слезами смотрим, как торговые суда идут мимо нашего города к русским в Нарву».
Кроме того, присутствие русских в Ливонии задевало сложную и запутанную общеевропейскую политику, нарушая баланс сил на континенте. Так, к примеру, польский король Сигизмунд II Август писал английской королеве Елизавете I о значении русских в Ливонии: «Московский государь ежедневно увеличивает своё могущество приобретением товаров, которые привозятся в Нарву, ибо сюда помимо прочего, привозится оружие, до сих пор ему не известное… приезжают военные специалисты, посредством которых, он приобретает средства побеждать всех…»
Перемирие также было обусловлено разногласиями по поводу внешней стратегии в самом российском руководстве. Там, кроме сторонников выхода к Балтийскому морю, были выступавшие за продолжение борьбы на юге, против Крымского ханства. Фактически главным инициатором перемирия 1559 года стал окольничий Алексей Адашев. Эта группировка отражала настроения тех кругов дворянства, которые, кроме устранения угрозы со стороны степей, желали получить крупный дополнительный земельный фонд в степной зоне. За время этого перемирия русские нанесли удар по Крымскому ханству, который, впрочем, не имел существенных последствий. Более серьёзные последствия имело перемирие с Ливонией.

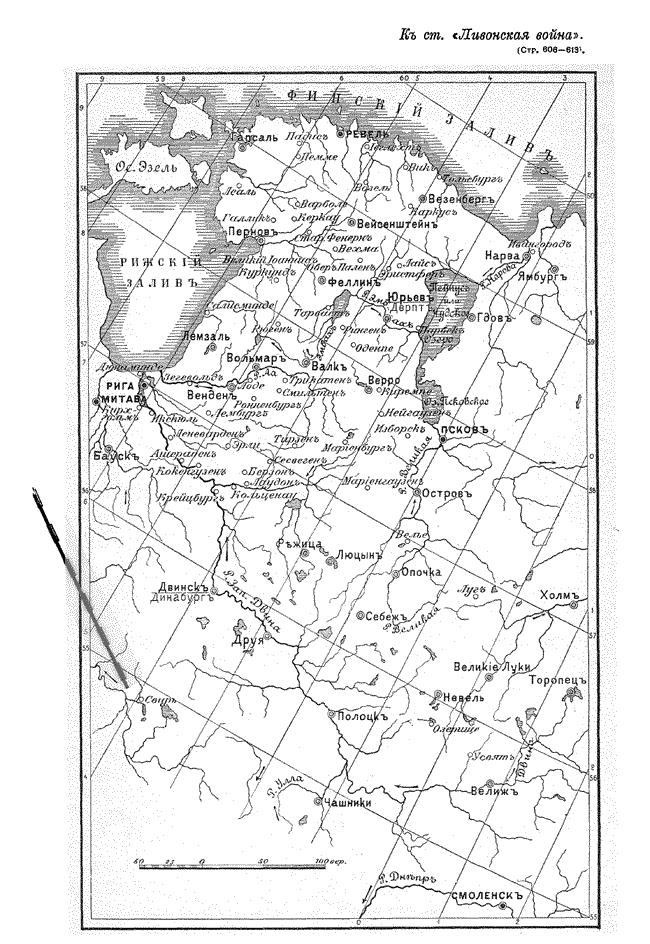
Карта основных городов и опорных пунктов восточной Ливонии

Во время перемирия (31 августа) ливонский ландсмейстер Тевтонского ордена Готхард Кетлер заключил в Вильне с литовским великим князем Сигизмундом II соглашение, по которому земли ордена и владения рижского архиепископа переходили под «клиентеллу и протекцию», то есть, под протекторат Великого княжества Литовского. В том же 1559 году Ревель отошёл Швеции, а Эзельский епископ уступил остров Эзель (Сааремаа) герцогу Магнусу, брату датского короля, за 30 тысяч талеров.
Воспользовавшись отсрочкой, Ливонская конфедерация собрала подкрепление, и за месяц до окончания срока перемирия в окрестностях Юрьева её отряды напали на русские войска. Русские воеводы потеряли более 1000 человек убитыми.

#### Возобновление военных действий
В 1560 году русские возобновили военные действия и одержали ряд побед: был взят Мариенбург (ныне Алуксне в Латвии); немецкие силы были разбиты при Эрмесе, после чего был взят Феллин (ныне Вильянди в Эстонии). Произошёл распад Ливонской конфедерации. При взятии Феллина был пленён бывший ливонский ландмейстер Тевтонского ордена Вильгельм фон Фюрстенберг. В 1575 году он послал своему брату письмо из Ярославля, где бывшему ландмейстеру была пожалована земля. Он сообщил родственнику, что «не имеет оснований жаловаться на свою судьбу». Заполучившие ливонские земли Шведское королевство и Великое княжество Литовское потребовали от Москвы удаления войск с их территории. Иван Грозный ответил отказом, и Россия оказалась с ними в конфликте.

### Война с Великим княжеством Литовским
Во время осады Тарваста в 1561 году Николай Радзивилл убедил воевод Кропоткина, Путятина и Трусова сдать город. Когда они вернулись из плена, то около года просидели в тюрьме, и Грозный простил их.
Осенью 1561 года была заключена Виленская уния об образовании на территории Ливонии герцогства Курляндия и Семигалия и переходе прочих земель в состав Великого княжества Литовского.
26 ноября 1561 года германский император Фердинанд I запретил снабжение русских через порт Нарвы. Эрик XIV, король шведский, блокировал нарвский порт и послал шведских каперов на перехват торговых судов, плывущих в Нарву.
В 1562 году произошёл набег литовских отрядов на Смоленщину и Велиж. Летом того же года обострилась ситуация на южных границах Русского царства, что передвинуло сроки русского наступления в Ливонии на осень. В 1562 году в битве под Невелем князь Андрей Курбский не сумел разгромить вторгшийся на Псковщину литовский отряд. 7 августа был подписан мирный договор между Россией и Данией, по которому царь согласился с аннексией датчанами острова Эзель.
Путь на литовскую столицу Вильну был закрыт Полоцком. В январе 1563 года на взятие этой пограничной крепости из Великих Лук выступила русская рать, включавшая «почти все вооружённые силы страны». В начале февраля русское войско приступило к осаде Полоцка, и 15 февраля город сдался.
Как сообщает Псковская летопись, при взятии Полоцка Иван Грозный приказал всем евреям креститься на месте, а тех, кто отказался, велел утопить в Двине.
«Исполнилось пророчество русского угодника, чудотворца Петра митрополита, о городе Москве, что взыдут руки его на плещи врагов его: Бог несказанную милость излиял на нас недостойных, вотчину нашу, город Полоцк, в наши руки нам дал», — писал царь, довольный тем, что «все колёса, рычаги и приводы отлаженного им механизма власти действовали точно и отчётливо и оправдывали намерения организаторов».
На предложение германского императора Фердинанда заключить союз и объединить усилия в борьбе с турками царь заявил, что он воюет в Ливонии практически за его же интересы, против лютеран[уточнить]. Царь знал, какое место занимала в политике Габсбургов идея католической контрреформации. Выступая против «Лютерова учения», Грозный задевал весьма чувствительную струну габсбургской политики.
После захвата Полоцка в успехах России в Ливонской войне наметился спад. Уже в 1564 русские потерпели ряд поражений (Битва при Чашниках). На сторону Литвы перешёл боярин и крупный военачальник, фактически командовавший русскими войсками на Западе, князь А. М. Курбский, он выдал королю царских агентов в Прибалтике и участвовал в литовском набеге на Великие Луки.
На военные неудачи и нежелание именитых бояр вести борьбу против Литвы царь Иван Грозный ответил репрессиями против боярства. В 1565 году была введена опричнина. В 1566 году в Москву прибыло литовское посольство, предложившее произвести раздел Ливонии на основании существовавшего на тот момент положения. Созванный в это время Земский собор поддержал намерение правительства Ивана Грозного вести борьбу в Прибалтике вплоть до захвата Риги.

### Третий период войны

Завоевания России в Ливонии и Литве до 1577 года

Сложная обстановка сложилась на севере России, где вновь обострились отношения со Швецией, и на юге (поход турецкого войска под Астрахань в 1569 году и война с Крымом, во время которой армия Девлета I Гирея сожгла Москву в 1571 году и подвергла разорению южнорусские земли). Однако наступление в Речи Посполитой длительного «бескоролевья», создание в Ливонии вассального королевства Магнуса, имевшего на первых порах притягательную силу в глазах населения Ливонии, снова позволили склонить чашу весов в пользу России.
С целью прервать растущий товарооборот находившейся под русским контролем Нарвы, Польша, а за нею и Швеция развернули в Балтийском море активную каперскую (пиратскую) деятельность. 
В ответ, в 1570 году были предприняты меры для защиты русской торговли на Балтийском море: Иван Грозный выдал «царскую грамоту» (каперский патент) датчанину Карстену Роде. Несмотря на короткий период активности, действия Роде были достаточно эффективны, сократили шведскую и польскую торговлю на Балтике, заставили Швецию и Польшу снаряжать специальные эскадры для поимки Роде.
В 1572 уничтожена армия Девлет-Гирея и ликвидирована угроза больших набегов крымских татар (Битва при Молодях). В 1573 русские штурмом взяли крепость Вейсенштейн (ныне Пайде).
Весной московские войска под командованием князя Мстиславского (16 тыс. воинов) сошлись близ замка Лоде в западной Эстляндии с двухтысячным шведским войском. Несмотря на численное преимущество, русские войска потерпели поражение, им пришлось оставить много пушек, знамён и обоз. 
В 1574 году было отражено шведское нападение на Везенберг.
В 1575 году войску Магнуса сдалась крепость Саге, а русским — Пернов (ныне Пярну в Эстонии). 
После кампании 1576 года Россия захватила всё побережье, кроме Риги и Ревеля.
Однако неблагоприятная международная обстановка, раздача земель в Прибалтике русским дворянам, оттолкнувшая от России местное крестьянское население, серьёзные внутренние трудности (надвинувшееся на страну хозяйственное разорение) отрицательно повлияли на дальнейший ход войны для России.

Про сложные отношения между Московским государством и Речью Посполитой в 1575 году свидетельствовал цесарский посол Иоганн Кобенцель: 
Только одни Поляки превозносятся своим к нему неуважением; но и он смеется над ними, говоря, что взял у них более двухсот миль земли, а они не сделали ни одного мужественного усилия для возвращения потерянного. Послов их принимает он худо. Как бы сожалея обо мне, Поляки предсказывали мне точно такой же прием и предвещали множество неприятностей; между тем, этот великий Государь принял меня с такими почестями, что если бы Его Цесарскому Величеству вздумалось отправить меня в Рим или в Испанию, то и там не мог бы я ожидать лучшего приема.

### Четвёртый период войны
Поляки ночью тёмною

Пред самым Покровом,

С дружиною наёмною

Сидят перед огнём.

Исполнены отвагою,

Поляки крутят ус,

Пришли они ватагою

Громить святую Русь.
23 января 1577 года 50-тысячная русская армия снова взяла в осаду Ревель, но взять крепость не удалось. В феврале 1578 года нунций Викентий Лаурео с тревогой доносил в Рим: «Московит разделил своё войско на две части: одних ждут под Ригой, других под Витебском». К этому времени вся Ливония по Двину, за исключением только двух городов — Ревеля и Риги, была в руках русских[уточнить]. В конце 70-х годов Иван IV в Вологде начал строить свой военный флот и попытался перебросить его на Балтику, но план реализован не был.

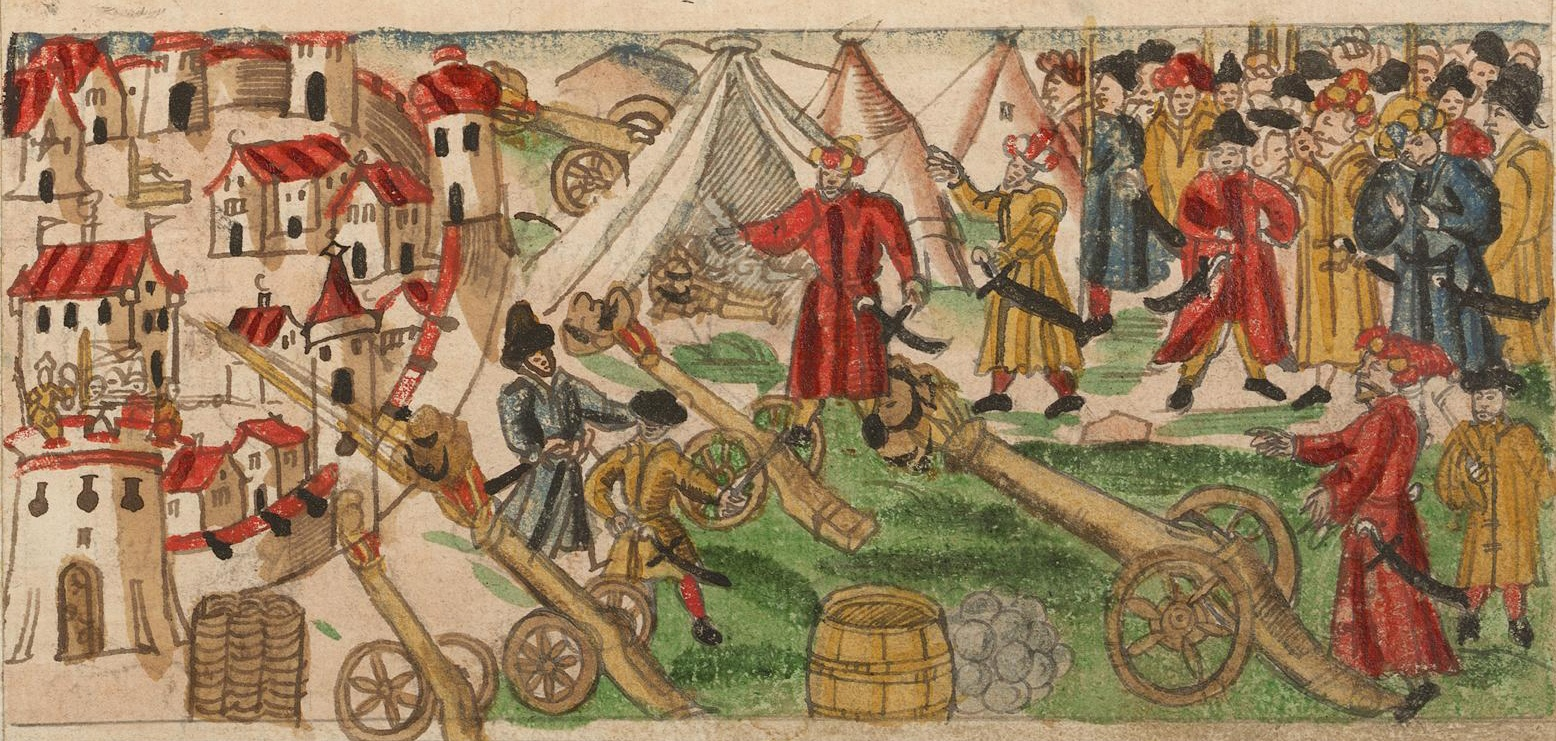
Осада Ревеля русскими в 1578 году. Из «Sammlung von Nachrichten» Иоганна Якоба Вика.

Царь не знал, что уже в начале летнего наступления 1577 года герцог Магнус изменил своему сюзерену, тайно связавшись с его врагом — Стефаном Баторием, и вёл с ним переговоры о сепаратном мире. Эта измена стала очевидной лишь полгода спустя, когда Магнус, сбежав из Ливонии, окончательно перешёл на сторону Речи Посполитой. В армии Батория собралось множество европейских наёмников; сам Баторий надеялся, что русские примут его сторону против своего тирана, и для этого завёл походную типографию, в которой печатал листовки[уточнить]. Несмотря на это численное преимущество, Магмет-паша напоминал Баторию: «Король берет на себя трудное дело; велика сила московитов, и, за исключением моего повелителя, нет на земле более могущественного Государя».
В 1578 году русское войско под командованием князя Дмитрия Хворостинина взяло город Оберпален, занятый после бегства короля Магнуса сильным шведским гарнизоном.
В 1579 году королевский гонец Венцеслав Лопатинский привёз царю от Батория грамоту с объявлением войны. Уже в августе польская армия окружила Полоцк. Гарнизон оборонялся три недели, и храбрость его была отмечена самим Баторием. В конце концов, крепость сдалась (30 августа), и гарнизон был отпущен. Секретарь Стефана Батория Гейденштейн пишет о пленных:

По установлениям своей религии они считают верность Государю в такой степени обязательной, как и верность Богу, они превозносят похвалами твёрдость тех, которые до последнего вздоха сохранили присягу своему князю, и говорят, что души их, расставшись с телом, тотчас переселяются на небо.[уточнить]

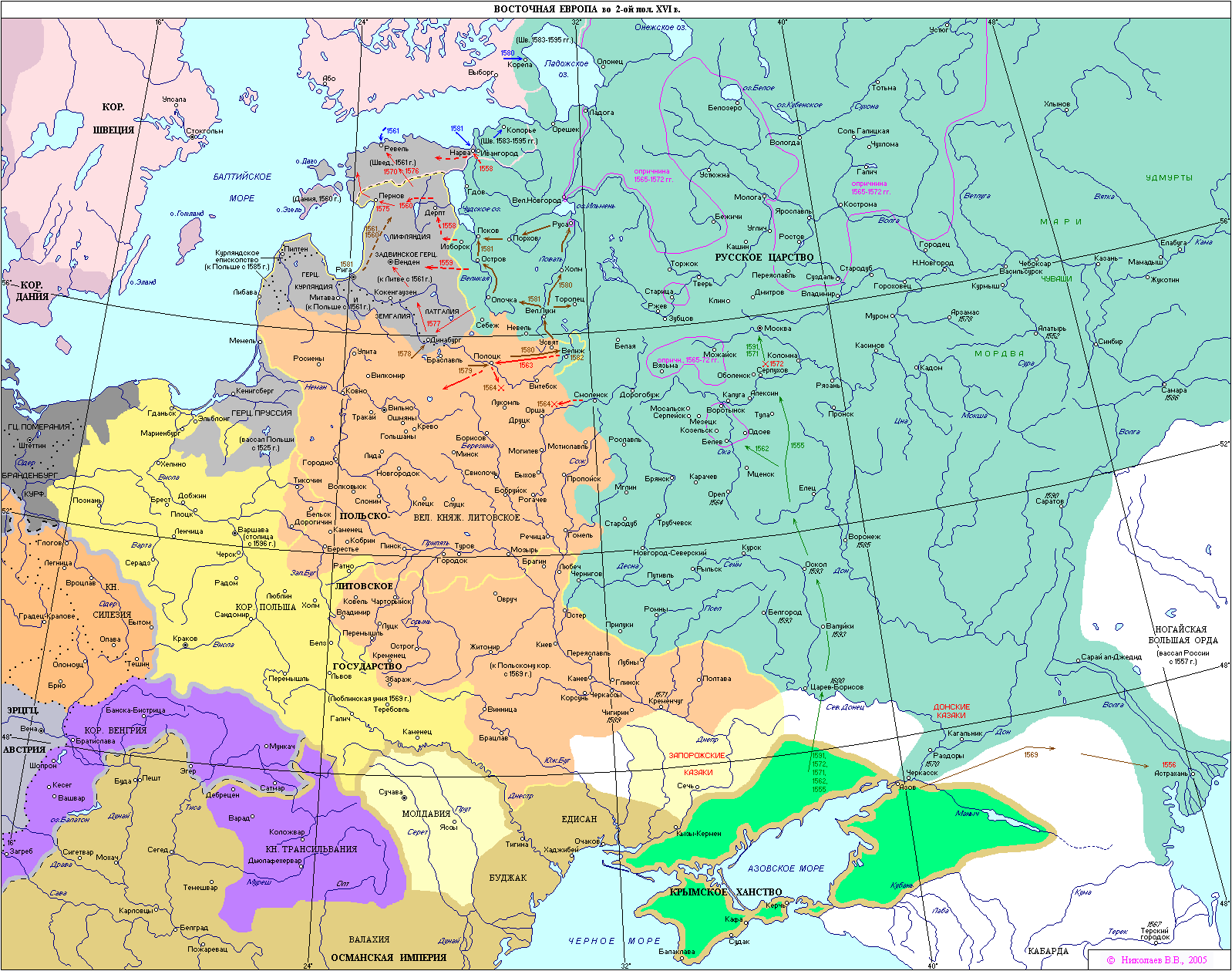
Политическая карта Восточной Европы во второй половине XVI века

Тем не менее «многие стрельцы и другие люди московские» перешли на сторону Батория и были поселены им в районе Гродно. Вслед Баторий двинулся на Великие Луки и взял их.

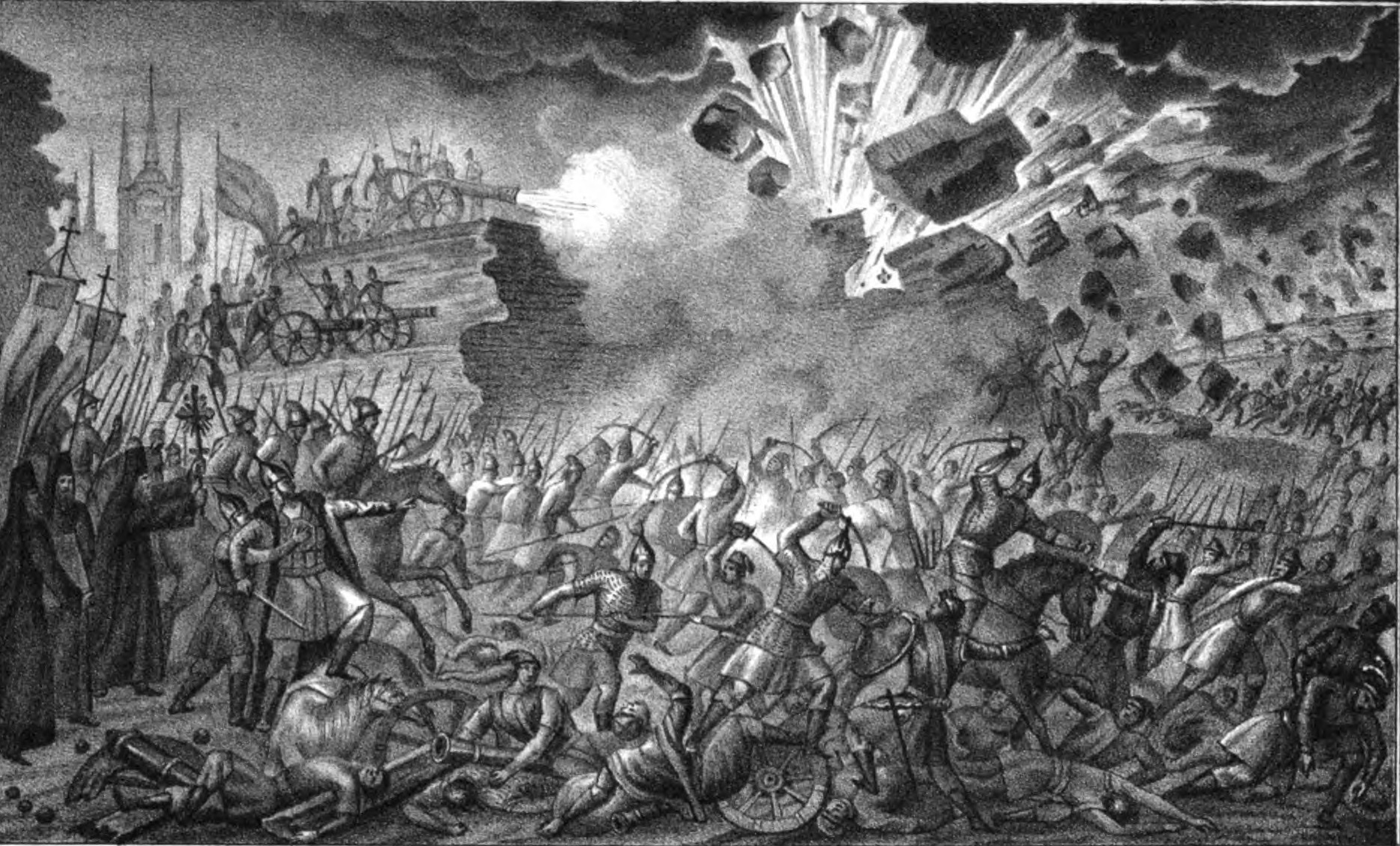
Осада Пскова войсками Стефана Батория. Контратака псковского гарнизона

Одновременно шли прямые переговоры о мире с Польшей. Иван Грозный предлагал отдать Польше всю Ливонию, за исключением четырёх городов. Баторий на это не согласился и потребовал все ливонские города, в придачу Себеж и уплаты 400 000 венгерских золотых за военные издержки. Это вывело Грозного из себя, и он ответил резкой грамотой.
Польские и литовские отряды разоряли Смоленщину, Северскую землю, Рязанщину, юго-запад Новгородчины, грабили русские земли вплоть до верховьев Волги. Литовские магнаты Острожские и Вишневецкие с помощью лёгких конных отрядов разграбили Черниговщину. Конница шляхтича Яна Соломерецкого разорила окрестности Ярославля.
Однако, наступление на Смоленск развить не удалось (Битва при Настасьино), а летом 1581 года успешный поход в Литву совершило войско под началом Дмитрия Хворостинина, разбив литовцев в битве под Шкловом и заставив Стефана Батория перенести начало осады Пскова на август. Польско-литовское войско, в составе которого находились немецкие и венгерские наёмники, осадило Псков, намереваясь в случае успеха идти на Новгород Великий и Москву. Героическая оборона Пскова в 1581—1582 годах гарнизоном и населением города определила более благоприятный исход войны для России: неудача под Псковом заставила Стефана Батория пойти на мирные переговоры.
На исходе Ливонской войны Швеция решила выступить против России. В начале 1579 года была опустошена округа крепости Орешек. Годом позже (1580 год) король Швеции Юхан III (Иоанн), автор «великой восточной программы», призванной отрезать Россию от Балтийского и Белого морей, одобрил план Понтуса Делагарди дойти до Новгорода и при этом напасть на Орешек или Нарву. В начале 1580-х под командованием Делагарди шведы захватили всю Эстонию и часть Ингерманландии (Ижорской земли), которую, однако, им пришлось оставить. Таким образом, шведы завладели Нарвой, однако своих целей не добились, так как товарные потоки были направлены через Северную Двину и гавани, контролировавшиеся Польшей.
В сентябре 1580 года Иван IV Грозный отправил к римскому папе Григорию XIII и «в Прагу к цесарю Рудольфу» посла Истому Шевригина с двумя толмачами, с дипломатической миссией для заключения мира с польским королём Стефаном Баторием.
В ноябре 1580 года шведы взяли Корелу, а в 1581 году заняли Нарву, затем Ивангород и Копорье. Иван был вынужден пойти на переговоры с Польшей, надеясь заключить с ней затем союз против Швеции. В конце концов царь был вынужден согласиться на условия, по которым «ливонские бы города, которые за государем, королю уступить, а Луки Великие и другие города, что король взял, пусть он уступит государю» — то есть длившаяся почти четверть века война кончилась восстановлением status quo ante bellum, оказавшись таким образом бесплодной. 10-летнее перемирие на этих условиях было подписано 15 января 1582 года в Яме Запольском.
В ноябре 1581 года король Швеции писал наместнику Южной Финляндии, что у границы существует крепость Орешек (Нотебург), который мешает успешному продвижению войска. Предписывалось начать борьбу за крепость весной 1582 года и осадить поселения, прилегающие по обеим сторонам реки Нева, «прежде чем враг будет предупреждён и первым сожжёт дома». Король Швеции также направил письмо русскому наместнику и боярам Орешка, где предлагал передачу замка и поселений в его руки. «Вам будет лучше, чем теперь», — восклицал он. Психологическая подготовка не принесла шведскому правительству ожидаемого успеха. Тем временем Делагарди начал свой поход в Ижорскую землю. К концу 1581 года в руках шведов оказалось почти всё побережье Финского залива с Ивангородом, Копорьем, Ямом, а также Корелой.
Ещё до завершения переговоров в Яме-Запольском русское правительство развернуло подготовку к военному походу против шведов. Сбор войск продолжался на протяжении всей второй половины декабря и на рубеже 1581—1582 годов, когда уже были урегулированы основные спорные вопросы между Россией и Речью Посполитой и принято окончательное решение об организации похода «на свейские немцы». Наступление началось 7 февраля 1582 года под командованием воеводы М. П. Катырева-Ростовского, и после победы около деревни Лялицы ситуация в Прибалтике стала заметно изменяться в пользу России.
Перспектива возвращения Россией потерянного выхода к Балтийскому морю вызвала большое беспокойство у короля и его окружения. Баторий отправил своих представителей к барону Делагарди и к королю Юхану с ультимативным требованием передать полякам Нарву и остальные земли Северной Эстонии, а взамен обещал значительную денежную компенсацию и помощь в войне с Россией.
Изменник Афанасий Бельский предложил шведам план захвата крепости Орешек при помощи блокады, «чтобы хотя бы голодом был покорён». 7 сентября шведы подвели свою флотилию, которая пыталась воспрепятствовать снабжению Орешка водным путём. По Ладоге курсировали 50-60 русских ладей, которые ввиду опасности укрылись за стенами крепости на внутренних каналах.
11 сентября 1582 года шведская армия (источники называют от 2 до 10 тыс. немцев, французов, итальянцев, русских и др.) сосредоточилась у Орешка. Перед пришельцами открылась «красивая и сильная» крепость, в которой находились, не считая сбежавшегося окрестного населения, 100 бояр и их слуг, а также 500 стрельцов и казаков. Пленные сообщили шведам, что у осаждённых было только шесть крупных и средних орудий, остальные мелкие.
6 октября 24 осадные мортиры, поставленные на Монашеском острове, открыли огонь по западному углу крепости.
Через два дня часть стены была разрушена. На острове высадился десант, которому в районе пролома удалось захватить одну башню. Сильное течение помешало ботам с новыми десантниками вовремя достигнуть острова. Тем временем последовала контратака русских и шведы были выбиты — шведам (по словам хрониста Гирса), потерявшим много людей, пороха и ядер, пришлось отойти оттуда с большим ущербом. «Так что штурм был начат зря и напрасно и прошёл с большими потерями», — резюмирует итог дела хроника Бальтазара Руссова. 14 октября на помощь крепости прибыло на 80 ладьях ещё 500 стрельцов «с провиантом и боевыми снарядами». 18 октября в присутствии Делагарди состоялся второй штурм крепости Орешек, также потерпевший неудачу. 7 ноября шведы оставили свой лагерь под Орешком.
Переговоры официальных представителей России и Швеции начались осенью 1582 и завершили в августе 1583 года подписанием в Мызе двухлетнего перемирия с уступкой шведам новгородских крепостей — Яма, Копорья и Ивангорода. Подписывая перемирие на такой срок, русские политики рассчитывали, что с началом польско-шведской войны им удастся вернуть захваченные шведами новгородские пригороды, и не хотели связывать себе руки.

## Итоги и последствия

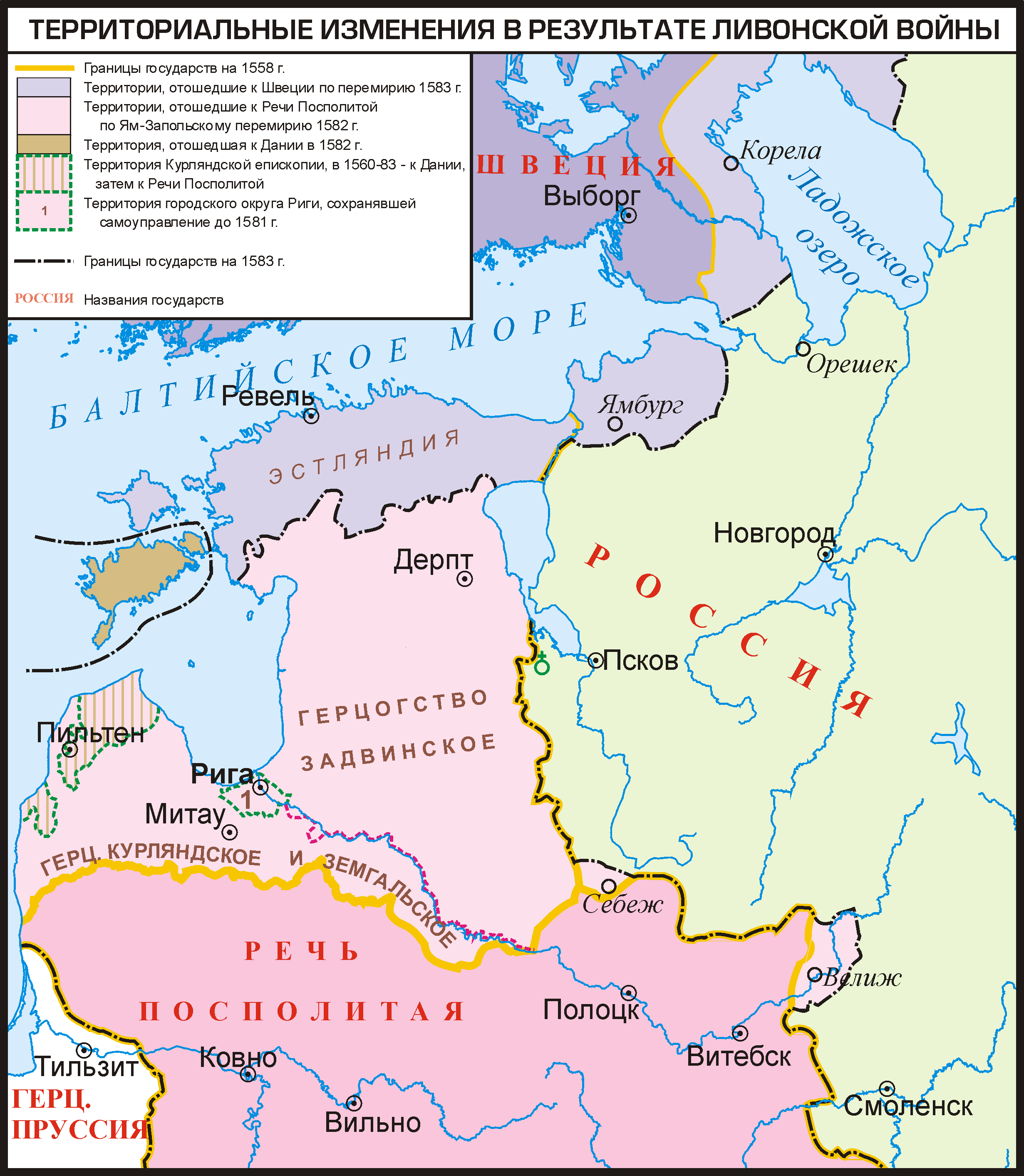
Территориальные изменения в результате Ливонской войны

Ливонская конфедерация перестала существовать. Её территории перешли к Швеции, Дании и возникшему во время войны Польско-Литовскому государству — Речи Посполитой.
Русь была разорена, а северо-западные районы обезлюдели. Следует отметить и тот факт, что на ход войны и её итоги повлияли крымские набеги: из 25 лет войны в течение только трёх лет не было значительных крымских набегов.
В январе 1582 года недалеко от Пскова был заключен 10-летний Ям-Запольский мир с Речью Посполитой. Россия отказывалась от Ливонии и других земель, но ей возвращались некоторые пограничные земли.
В мае 1583 года было заключено трёхлетнее Плюсское перемирие со Швецией, по которому в пользу последней уступались Копорье, Ям, Ивангород и прилегающая к ним территория южного побережья Финского залива, которые были возвращены при сыне Ивана Грозного — Фёдоре Ивановиче по итогам русско-шведской войны 1590—1595 годов.